# Фонте Черето - Базе Фунивија (Л'Аквила)
Фонте Черето - Базе Фунивија (итал. Fonte Cerreto-(Base Funivia)) је насеље у Италији у округу Л'Аквила, региону Абруцо.
Према процени из 2011. у насељу је живело 5 становника. Насеље се налази на надморској висини од 1120 м.